# Бьянки, Франциск Ксаверий
Святой Франциск Ксаверий Мария Бьянки (Франческо Саверио Мария; итал. Francesco Saverio Maria Bianchi; 2 декабря 1743, Арпино, Лацио — 31 января 1815, Неаполь) — итальянский священник-варнавит, известный учёный. Заработал репутацию праведника ещё при жизни благодаря приверженности своим ученикам и усердной работе с бедняками Неаполя. Почитается католической церковью как святой, объявлен «апостолом Неаполя».

## Биография

### Ранняя жизнь
Родился в 1743 году в Арпино в регионе Лацио (в то время Папская область) в любящей и набожной семье. Мать научила его заботиться о бедных, открыв небольшую больницу в доме семьи, где одновременно могли располагаться 16 человек. Как Бьянки позже признавался, он был далеко не благочестивым ребёнком и иногда воровал деньги у родителей.
Став старше, он почувствовал своё призвание в религии. Несмотря на набожность, его родители поначалу были против решения сына. В 15-летнем возрасте поступил в небольшую семинарию в Ноле и одновременно начал изучать право в Неаполитанском университете имени. В тот время он попал под духовное влияние Альфонсо де Лигуори, основателя редемптористов. Когда он закончил семинарию в 1762 году, его родители примирились с решением сына сделать церковную карьеру.

### Варнавит
В 1762 году Бьянки был принят в послушники в орден варнавитов в Дзагароло, а в следующем году принёс монашеские обеты. Его отправили изучать философию и теологию сначала в Мачерату, а затем в Рим. Также учился в Неаполе, где в 1767 году был рукоположен в сан священники. Уже имея опыт преподавания в варнавитском колледже в своём родном городе, после рукоположения Бьянки был назначен настоятелем колледжа Санта-Мария-ин-Космедин-ин-Портанова; он занимал эту должность следующие 12 лет. 
Бьянки перевели в монастырь варнавитов при церкви Санта-Мария-ди-Караваджо в Неаполе, где он провёл всю оставшуюся жизнь. В 1778 году получил должность профессора в Университета Реджиа (ныне Университет Палермо), а также был назначен членом Королевской академии наук и грамот Папской Церковной академии. Несмотря на его академические достижения и почётное место в ордене, Бьянки славился аскетическим образом жизни, практикой созерцательных молитв и постоянной работой с городскими бедняками. Был духовным наставником и исповедником святой Марии Франциски Пяти Ран Господних, монахини из третьего ордена францисканцев. Часто общался со святым Винченцо Романо, а также с королём Сардинии Карлом Эммануилом IV и его племянницей, принцессой Клотильдой Савойской, которые находились в изгнании в Неаполе.
В 1800 году Бьянки впал в состояние религиозного экстаза во время молитвы перед Святым Дарами на Пятидесятницу. Вскоре после этого у него развилась болезнь, из-за которой его ноги искривились и покрылись непроходящими язвами. Несмотря на боль, он продолжал ежедневно служить мессы, но в остальное время был практически прикован к постели. В 1809 году монастырь варнавитов в Неаполе, где всё ещё жил Бьянки, был закрыт Неаполитанским королевством под властью Наполеона. Монах остался жить в городе и скончался в 1815 году.

## Почитание
Причислен к лику блаженных 22 января 1893 года папой Львом XIII, который также объявил его «апостолом Неаполя». Канонизирован 21 октября 1951 года папой Пием XII. Мощи находятся в церкви Санта-Мария-ди-Караваджо в Неаполе.
День памяти — 31 января.